# 민주당 (미국)의 원내대표 목록

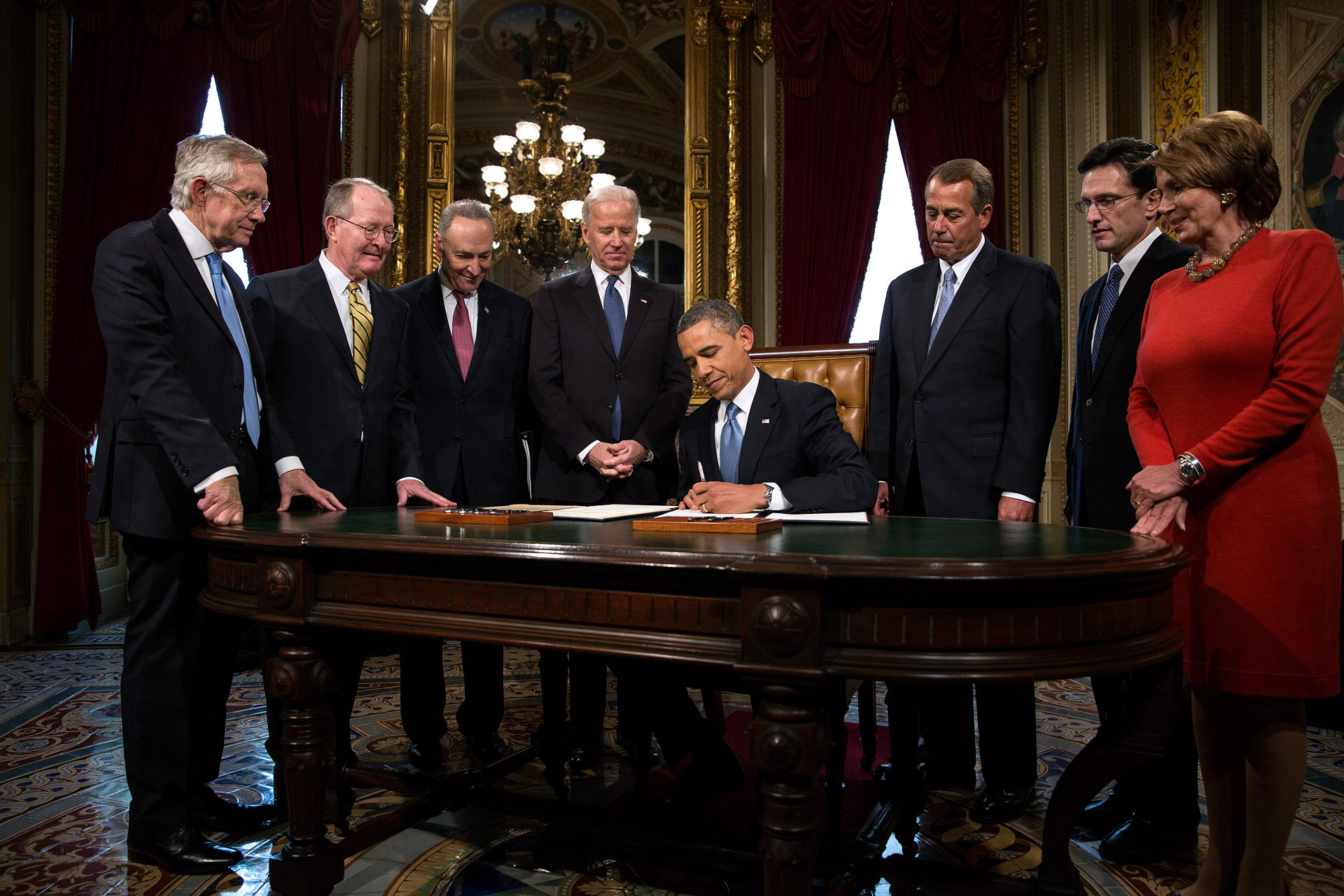
척 슈머(왼쪽 세번째)와 낸시 펠로시(맨 오른쪽)은 각각 상·하원 원내대표이다. 맨 왼쪽은 전 상원 원내대표인 해리 리드

다음 문서는 역대 민주당의 상·하원 원내대표의 목록을 나열한 것이다. 현재 민주당의 상원 원내대표는 뉴욕주를 기반으로 하는 척 슈머이며, 하원 원내대표는 메릴랜드주를 기반으로 하는 스테니 호이어이다.

## 상원
| 성명 (출생-사망)              | 초상 | 임기            | 임기            | 지역구                |
| ----------------------------- | ---- | --------------- | --------------- | --------------------- |
| 오스카 언더우드 (1862-1929)   |      | 1919년 3월 4일  | 1923년 3월 4일  | 앨라배마주            |
| 조지프 로빈슨 (1872-1937)     |      | 1923년 3월 4일  | 1937년 7월 14일 | 아칸소주              |
| 앨번 W. 바클리 (1877-1956)    |      | 1937년 7월 22일 | 1949년 1월 3일  | 켄터키주              |
| 스콧 W. 루커스 (1892-1968)    |      | 1949년 1월 3일  | 1951년 1월 3일  | 일리노이주 (낙선)     |
| 어니스트 맥팔랜드 (1894-1984) |      | 1951년 1월 3일  | 1953년 1월 3일  | 애리조나주 (낙선)     |
| 린든 B. 존슨 (1908-1973)      |      | 1953년 1월 3일  | 1961년 1월 3일  | 텍사스주              |
| 마이크 맨스필드 (1903-2001)   |      | 1961년 1월 3일  | 1977년 1월 3일  | 몬태나주              |
| 로버트 버드 (1917-2010)       |      | 1977년 1월 3일  | 1989년 1월 3일  | 웨스트버지니아주      |
| 조지 J. 미첼 (1933-)          |      | 1989년 1월 3일  | 1995년 1월 3일  | 메인주                |
| 톰 대슐 (1947-)               |      | 1995년 1월 3일  | 2005년 1월 3일  | 사우스다코타주 (낙선) |
| 해리 리드 (1939-)             |      | 2005년 1월 3일  | 2017년 1월 3일  | 네바다주              |
| 척 슈머 (1950-)               |      | 2017년 1월 3일  | 현직            | 뉴욕주                |

## 하원
| 성명 (출생-사망)               | 초상 | 임기           | 임기           | 지역구                           |
| ------------------------------ | ---- | -------------- | -------------- | -------------------------------- |
| 제임스 D. 리처드슨 (1843-1914) |      | 1899년         | 1901년         | 테네시 5구                       |
| 존 샤프 윌리엄스 (1854-1932)   |      | 1901년 3월 4일 | 1909년 3월 4일 | 미시시피 8구                     |
| 딕 게파트 (1941-)              |      | 1995년 1월 3일 | 2003년 1월 3일 | 미주리 3구                       |
| 낸시 펠로시 (1940-)            |      | 2003년 1월 3일 | 2007년 1월 3일 | 캘리포니아 8구                   |
| 스테니 호이어 (1939-)          |      | 2007년 1월 3일 | 2011년 1월 3일 | 메릴랜드 5구                     |
| 낸시 펠로시 (1940-)            |      | 2011년 1월 3일 | 2019년 1월 3일 | 캘리포니아 8구 ↓ 캘리포니아 13구 |
| 스테니 호이어 (1939-)          |      | 2019년 1월 3일 | 현직           | 메릴랜드 5구                     |